# Save Yourself
Save Yourself es el segundo álbum de estudio de la banda de hard rock McAuley Schenker Group, publicado en 1989 por Capitol Records. Ha sido considerado como el mejor disco de la banda, debido a los arreglos de las canciones principalmente «This is My Heart» y «Anytime», que demostró un sonido más cercano al rock melódico. Tanto las dos canciones mencionadas y el tema que da título al disco, fueron lanzados como sencillos.
El disco alcanzó el puesto 92 en los Estados Unidos y el sencillo «Anytime» obtuvo el puesto cinco en la lista Mainstream Rock Tracks, y la posición 69 en la lista Billboard Hot 100 en 1990.

## Lista de canciones
| N.º | Título                                       | Escritor(es)                               | Duración |  |
| 1.  | «Save Yourself»                              | Schenker,McAuley                           | 6:16     |  |
| 2.  | «Bad Boys»                                   | Schenker,McAuley                           | 4:04     |  |
| 3.  | «Anytime»                                    | McAuley,Mann                               | 5:44     |  |
| 4.  | «Get Down to Bizness»                        | McAuley,Newton                             | 4:22     |  |
| 5.  | «Shadow of the Night»                        | Schenker,McAuley                           | 5:20     |  |
| 6.  | «What We Need»                               | Schenker,McAuley                           | 4:13     |  |
| 7.  | «I'm Your Radio»                             | Newton,Stewart                             | 4:47     |  |
| 8.  | «There Has to Be Another Way» (instrumental) | Schenker                                   | 1:49     |  |
| 9.  | «This is My Heart»                           | Newton,Schenker,McAuley,Mann,Nelson,Schopf | 4:57     |  |
| 10. | «Destiny»                                    | McAuley,Mann                               | 4:33     |  |
| 11. | «Take Me Back»                               | Newton,Stewart                             | 4:50     |  |

| Pistas adicionales en remasterización de 2009 solo para Japón |                                    |                  |          |  |
| N.º                                                           | Título                             | Escritor(es)     | Duración |  |
| 12.                                                           | «Save Yourself» (versión sencillo) | Schenker,McAuley | 4:59     |  |
| 13.                                                           | «Anytime» (versión sencillo)       | Mann,McAuley     | 5:10     |  |
| 14.                                                           | «Vicious» (canción inédita)        | Schenker,McAuley | 3:38     |  |

## Posicionamiento en listas
| País           | Lista             | Máxima posición |
| -------------- | ----------------- | --------------- |
| Suecia         | Sverigetopplistan | 34              |
| Estados Unidos | Billboard 200     | 92              |

## Personal
- Robin McAuley: voz
- Michael Schenker: guitarra líder
- Steve Mann: guitarra rítmica, teclados y coros
- Rocky Newton: bajo
- Bodo Schopf: batería